# Campionat Mundial de Ral·lis del 1977
El Campionat Mundial de Ral·lis del 1977 va començar el 22 de gener amb la 45a edició del ral·li de Monte-Carlo i va finalitzar amb el ral·li de Gal·les el 24 de novembre. El pilot Sandro Munari va guanyar el campionat al segon classificat, Björn Waldegård a només un punt.
| Posició | Equip                | Monaco | Sweden | Portugal | Kenya | New Zealand | Greece | Finland | Canada | Italy | France | Regne Unit | Total |
| ------- | -------------------- | ------ | ------ | -------- | ----- | ----------- | ------ | ------- | ------ | ----- | ------ | ---------- | ----- |
| 1       | Fiat                 | 16     | 14     | 18       | -     | 18          | (12)   | 16      | 18     | 18    | 18     | (6)        | 136   |
| 2       | Ford                 | -      | 14     | 16       | 18    | 16          | 18     | 18      | 14     | (10)  | -      | 18         | 132   |
| 3       | Toyota               | -      | 10     | 14       | -     | 8           | -      | 12      | 8      | -     | -      | 16         | 68    |
| 4       | Opel                 | 9      | 17     | 13       | -     | -           | 4      | 8       | -      | 13    | -      | 1          | 65    |
| 5       | Lancia               | 18     | -      | -        | 14    | -           | -      | -       | -      | 12    | 16     | -          | 60    |
| 6       | Datsun               | -      | -      | -        | 16    | -           | 14     | -       | 10     | -     | -      | -          | 40    |
| 7       | Porsche              | 14     | -      | 4        | -     | -           | -      | -       | -      | 9     | 8      | -          | 35    |
| 8       | Saab                 | -      | 18     | -        | -     | -           | -      | -       | 10     | -     | -      | 2          | 30    |
| 9       | Mitsubishi           | -      | -      | -        | 12    | 3           | -      | -       | 13     | -     | -      | -          | 28    |
| 10      | Chrysler             | -      | -      | -        | -     | -           | 10     | 14      | -      | -     | -      | -          | 24    |
| 11      | Renault              | -      | -      | -        | -     | -           | 7      | -       | -      | 11    | -      | -          | 18    |
| 12      | British Leyland Cars | -      | -      | -        | -     | -           | -      | -       | 12     | -     | -      | 4          | 16    |
| 13      | Peugeot              | -      | -      | -        | 6     | -           | -      | -       | -      | -     | 9      | -          | 15    |
| 14      | SEAT                 | 14     | -      | -        | -     | -           | -      | -       | -      | -     | -      | -          | 14    |
| 15      | Citroën              | -      | -      | -        | -     | -           | 13     | -       | -      | -     | -      | -          | 13    |
| 16=     | Alpine-Renault       | 10     | -      | -        | -     | -           | -      | -       | -      | -     | -      | -          | 10    |
| 16=     | Mazda                | -      | -      | -        | -     | 10          | -      | -       | -      | -     | -      | -          | 10    |
| 18      | Volvo                | -      | 8      | -        | -     | -           | -      | -       | -      | -     | -      | -          | 8     |
| 19=     | Škoda                | -      | -      | -        | -     | -           | -      | 7       | -      | -     | -      | -          | 7     |
| 19=     | Alfa Romeo           | -      | -      | -        | -     | -           | -      | -       | -      | 7     | -      | -          | 7     |
| 21      | Lada                 | -      | 4      | -        | -     | -           | -      | -       | -      | -     | -      | -          | 4     |

| Posició | Ral·lis          | Monaco | Sweden | Portugal | Kenya | New Zealand | Greece | Finland | Canada | Italy | France | Regne Unit | Altres | Total |
| ------- | ---------------- | ------ | ------ | -------- | ----- | ----------- | ------ | ------- | ------ | ----- | ------ | ---------- | ------ | ----- |
| 1       | Sandro Munari    | 9      | -      | -        | 4     | -           | -      | -       | -      | -     | -      | -          | 18     | 31    |
| 2       | Björn Waldegård  | -      | -      | 6        | (9)   | -           | 9      | 4       | -      | 2     | -      | 9          | -      | 30    |
| 3       | Bernard Darniche | -      | -      | -        | -     | -           | -      | -       | -      | -     | 9      | -          | 18     | 27    |